# وضعیت خوب
وضعیت خوب یا وضعیت بدنی خوب (به انگلیسی: Good Posture) فیلمی محصول سال ۲۰۱۹ و به کارگردانی دالی ولز است. در این فیلم بازیگرانی همچون گریس ون پاتن، امیلی مورتیمر، ابن ماس-بچراک، تیم شارپ، جان ارلی، نات وولف، نوربرت لئو بوتس و مری هالند ایفای نقش کرده‌اند.